# Vlag van Zamora-Chinchipe

Vlag van Zamora-Chinchipe

De vlag van Zamora-Chinchipe is een horizontale driekleur bestaande uit de kleurencombinatie wit-groen-geel. De vlag is in gebruik sinds 25 oktober 1997.

Vlag van Zamora-Chinchipe volgens Smith

De drie kleuren hebben elk een eigen symbolische betekenis. De witte kleur staat voor de vrede tussen de inwoners van de provincie Zamora-Chinchipe. De groene kleur symboliseert de natuurlijke weelde van het Ecuadoraanse Amazoneregenwoud. De gele kleur staat voor de rijkdom aan bodemgrondstoffen in de provincie. De vlag lijkt sterk op de vlag van Huila.
Volgens Spectrum Vlaggenboek meldt dat de vlag bestaat uit twee horizontale banden in de kleurencombinatie groen-wit.